# Heathrow Express
Lo Heathrow Express è un servizio ferroviario che collega l'aeroporto di Heathrow a Paddington nel centro di Londra, gestito dalla Heathrow Express Operating Authority - una controllata della HAL. Il servizio non appartiene alla rete nazionale, nonostante una parte del percorso transiti su binari dell'amministrazione pubblica e l'arrivo sia in una stazione di proprietà di quest'ultima.
Funziona dalle 5.00 alla mezzanotte, con treni ogni 15 minuti. A Paddington arriva su due piattaforme specifiche, la 6 e la 7, mentre all'aeroporto ferma in due diverse stazioni, Heathrow Central (15 minuti di viaggio) e Heathrow Terminal 4 (22 minuti). Questa seconda fermata prossimamente, con l'apertura del terminal 5, diventerà Heathrow Connect.
Il servizio è stato aperto il 23 giugno 1998 ed è realizzato con materiale Classe 332, automotrici elettriche costruite da Siemens. I treni hanno attrezzature moderne, inclusi monitor video e la possibilità di usare telefoni cellulari anche nelle gallerie. I monitor sono usati soprattutto per messaggi pubblicitari, informazioni sul viaggio, notiziari e previsioni meteo prodotti dalla BBC World.
Nella progettazione sono stati considerati numerosi fattori per ridurre l'impatto ambientale del servizio, tra cui l'uso di dotti di ventilazione camuffati da granai; vi sono state anche alcune critiche, principalmente relative ai costi.
Il costo per un singolo viaggio è di 14 £ per la seconda classe e 23 £ per la prima - il costo per chilometro più alto in tutta la Gran Bretagna. I servizi simili, sia nel Regno Unito che nel resto d'Europa hanno prezzi molto inferiori: nella sola Inghilterra si possono citare le 2,60 £ di Birmingham o le 4£ dello stesso Heathrow tramite la Piccadilly Line.
Il servizio alternativo Elizabeth line raggiunge Londra in circa 10 minuti in più, ma costa meno, ed offre un collegamento diretto con la Central Line a Ealing Broadway.

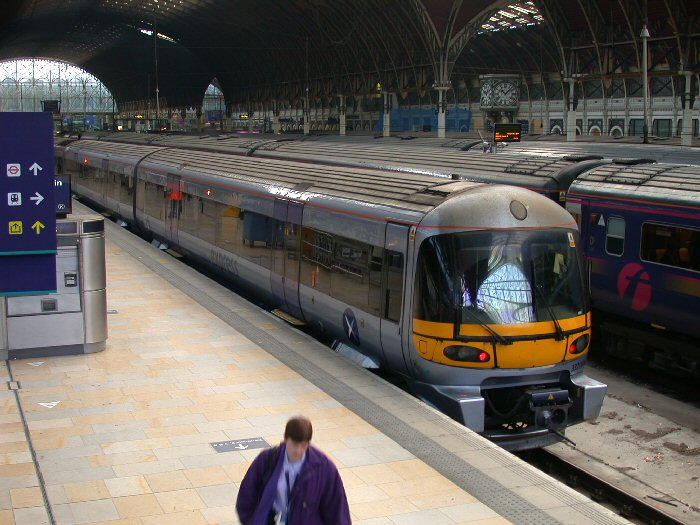
Un convoglio

## Fermate dell'Heathrow Express
|  | London Paddington   |
|  | Heathrow Terminal 4 |
|  | Heathrow Terminal 5 |